# Świekatowo (przystanek kolejowy)
Świekatowo – przystanek kolejowy w Świekatowie, w województwie kujawsko-pomorskim, w Polsce. Według klasyfikacji PKP ma kategorię dworca lokalnego.

## Ruch pasażerski
| Rok  | Wymiana pasażerska na dobę |
| ---- | -------------------------- |
| 2017 | 300-499                    |
| 2022 | 300-499                    |
| 2023 | 300-499                    |

## Opis
Przystanek znajduje się na trasie linii kolejowej nr 201. Dawniej Świekatowo było stacją, lecz rozebrano tory mijankowy i dodatkowy, pozostawiając dwa budynki nastawni, które obecnie popadają w ruinę. Poczekalnia mieści się w budynku przy ulicy Dworcowej, około 100 metrów od peronu.
Obecnie na przystanku zatrzymują się wszystkie pociągi konsorcjum Arriva RP Sp. z o.o. kursujące pomiędzy Bydgoszczą Główną a Wierzchucinem oraz pociąg osobowy relacji Bydgoszcz Główna – Błądzim – Bydgoszcz Główna.

## Połączenia bezpośrednie
- Bydgoszcz Główna
- Chojnice
- Czersk
- Gdańsk Główny poprzez Arriva Express
- Gdynia poprzez Arriva Express
- Kościerzyna poprzez Arriva Express
- Sopot poprzez Arriva Express
- Tuchola